# فرانک پیاسکی
فرانک پیاسکی (انگلیسی: Frank Piasecki; ۲۴ اکتبر ۱۹۱۹ – ۱۱ فوریهٔ ۲۰۰۸) مخترع، مهندس، و اهالی کسب‌وکار اهل ایالات متحده آمریکا بود.
وی همچنین برندهٔ جوایزی همچون مدال ملی فناوری و نوآوری شده‌است. او در سال ۱۹۴۰ پیاسکی هلیکاپتر و در سال ۱۹۵۵ نیز هواگردسازی پیاسکی را بنیان نهاد.

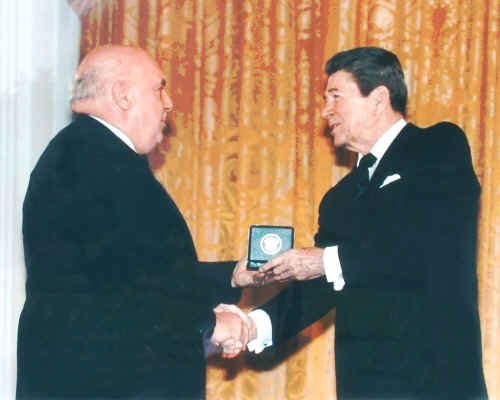
پیاسکی درحال دریافت جایزه از رونالد ریگان در دهه ۱۹۸۰ میلادی